# Miloševo Brdo
Miloševo Brdo (cyr. Милошево Брдо) – wieś w Bośni i Hercegowinie, w Republice Serbskiej, w gminie Gradiška. W 2013 roku liczyła 241 mieszkańców.